# Crivo de Brun

Convergência da constante de Brun.

Em Matemática, o método de crivação de Brun, o teorema de Brun e o crivo de Brun são resultados da teoria dos números mais especificamente na chamada teoria dos crivos, obtidos por Viggo Brun em 1919. Possuem importância histórica na criação da método dos crivos.
O crivo de Brun nos dá o tamanho de certos conjuntos que queremos estudar usando certas funções das quais valemo-nos para estudar o conjunto dos números primos.

## Crivo de Brun

### Como função
Seja a função 
{\displaystyle f(d)={\frac {\omega (d)}{d\prod _{p\mid d}\left(1-{\frac {\omega (p)}{p}}\right)}}}
bem-definida para todo d com a {\displaystyle \mu (d)=0} . Considere estes seguintes conjuntos:
- {\displaystyle \mathbb {A} ^{z}=\{a\in \mathbb {A} :a\leq z\}}
- {\displaystyle \mathbb {P} _{z}=\prod _{p\in \mathbb {P} ^{z}}p}
- {\displaystyle \mathbb {A} _{d}=\{a\in \mathbb {A} :a\equiv 0\mod {d}\}}
- {\displaystyle \mathbb {R} _{d}(x)=|\mathbb {A} _{p}^{x}|-{\frac {\omega (d)}{p}}x}
- {\displaystyle S(\mathbb {A} ;\mathbb {P} ^{z},x)} é o número de elementos restantes em {\displaystyle \mathbb {A} ^{x}} crivando pelos elementos de {\displaystyle \mathbb {P} ^{z}}, isto é, todos os elementos restantes removidos os números correspondentes ao conjunto {\displaystyle \mathbb {P} ^{z}}.

Considere agora a seguinte função
- {\displaystyle \omega (d)} é uma função ou comportamento de maneira tal que {\displaystyle {\frac {\omega (d)}{p}}x\,\!} seja una boa aproximação à cardinalidade do conjunto {\displaystyle \mathbb {A} _{p}^{x}\,\!}, isto é, que as variáveis implicadas no erro não sejam muito grandes ou sejam erros admissíveis.

- Suponha que {\displaystyle |\mathbb {R} _{d}(x)|\leq \omega (d)}.

Sob todas estas condiçõess pode-se afirmar que para todo inteiro não-negativo r existe {\displaystyle \theta ,\theta ^{,}} com {\displaystyle |\theta |\leq 1}, {\displaystyle |\theta ^{,}|\leq 1} tais que,
{\displaystyle S(\mathbb {A} ;\mathbb {P} ^{z},x)=xW(z)\left(1+\theta {\frac {1}{r!}}\left(\sum _{p\leq z}f(p)\right)^{r}\exp {\sum _{p\leq z}f(p)}\right)+\theta ^{,}\left(1+\sum _{p<z}\omega (p)\right)^{r}}
Tendo em conta que {\displaystyle \exp {\sum _{p\leq z}f(p)}} é a {\displaystyle {\sum _{p\leq z}f(p)}}-ésima potência de e.

### Como versão do princípio de inclusão-exclusão
Una versão mais simples do crivo de Brun, é uma desigualdade combinatória a qual é uma versão do princípio de inclusão-exclusão. Este nos dá um comportamento assintótico do conjunto com certas propriedades dizendo-nos qual é a menor e a maior.
Seja X um conjunto não-vazio, N um conjunto finito de objetos, seja P1,...,Pr r diferentes propriedades que tem certos elementos do conjunto X. Seja N0 o número de elementos que não cumprem estas propriedades. Para qualquer subconjunto I={i1,...,ik}, do conjunto de índices {1,2,...,r}, seja N (I)=N (i1,...,ik) denota o número de elementos de X que tem cada uma das propriedades de Pik,...,Pik. SEa N(Ø)=|X|=N. Se m é um inteiro não-negativo par, então
{\displaystyle N_{0}\leq \sum _{k=0}^{m}(-1)^{k}\sum _{|I|=k}N(I)}
Se m é un inteiro não-negativo impar, então
{\displaystyle N_{0}\geq \sum _{k=0}^{m}(-1)^{k}\sum _{|I|=k}N(I)}

## Resultados
Alguns resultados que se obtiveram ao usar ou aplicar o crivo de Brun são:
- Aproximação de {\displaystyle \pi (x)}. Através deste método podemos estimar que existe uma constante c>0, tal que:

{\displaystyle \pi (x)={\mathcal {O}}\left({\frac {x\ln \ln(x)}{\ln(x)}}\{1+\theta \,e^{-c\,\ln \ln(x)}\}\right)+o(x^{1-\varepsilon })}
para todo {\displaystyle \varepsilon } muito pequeno.
- Comportamento assintótico de {\displaystyle \pi _{2}(x)}. Igualmente pode-se obter o comportamento assintótico dos primos menores que x:

{\displaystyle \pi _{2}(x)={\mathcal {O}}\left(x\left({\frac {\ln \ln(x)}{\ln(x)}}\right)^{2}\right)}
- Convergência dos primos gêmeos. Como pilar deste crivo, apesar de que se pode demonstrar como consequência do anterior, está a convergência da soma dos recíprocos dos primos gêmeos

{\displaystyle \sum _{p,p+2=q}{\frac {1}{p}}={\mathcal {O}}(1)}
O número para o qual converge é chamado constante de Brun.
- Acerca da conjectura de Goldbach. Viggo Brun provou em 1920, através do crivo combinatório (Crivo de Brun), que todo número par suficientemente grande pode ser escrito como soma de dois inteiros, cada um produto de pelo menos nove primos.

- Números como produto de primos. Brun também mostrou que existem infinitos inteiros n tais que n e n+2 são produtos de pelo menos nove primos.